# Албрехт Пенк
Албрехт Фридрих Карл Пенк (на немски: Albrecht Friedrich Karl Penck) е германски географ и геолог. Работи главно в областта на теоретичната геоморфология и палеогеография на кватернера, по въпросите на кватернерното заледяване на Алпите и морфологията на земната повърхност. Извършва геоморфоложки изследвания в България.

## Биография
Роден е на 25 септември 1858 година в Ройдниц, предградие на Лайпциг, Германия, в семейството на Емил Пенк (1829 – 1880) – книжар и Елизабет Пенк (1833 – 1896). След завършване на средното си образование през 1875 следва в Лайпцигския университет, където изучава химия, ботаника, минералогия и геология.
От 1885 до 1906 година е университетски професор в катедрата по Физическа география към Виенския университет. Там негови ученици са сръбския географ Йован Цвиич, доайена на японската географска школа Наомаса Ямазаки и френския географ Емануел де Мартон. След смъртта на Фердинанд фон Рихтхофен, в периода 1906 – 1927 г. Пенк е директор на Географския институт към Берлинския Хумболтов университет (тогава Университет „Фридрих-Вилхелм“). През 1911 – 1914 г. негов ученик е българския геоморфолог проф. Жеко Радев.
От 1906 година е член на Шведската Кралска академия на науките. Директор е на Берлинския институт по океанография от 1918 година.
Умира на 7 март 1945 година в Прага, Чехия, на 86-годишна възраст.

## Трудове
- Studien über lockere vulkanische Auswürflinge, 1878
- Die Geschiebeformation Norddeutschlands, 1879
- Die Vergletscherung der deutschen Alpen, ihre Ursache, periodische Wiederkehr und ihr Einfluss auf die Bodengestaltung, 1882
- Schwankungen des Meeresspiegels, 1882
- Die Eiszeit in den Pyrenäen, 1884
- Das Deutsche Reich, das Königreich der Niederlande, das Königreich Belgien, das Großherzogtum Luxemburg (in Richthofens Länderkunde v. Europa 1888/89)
- Morphologie der Erdoberfläche; 2 тома, Stuttgart 1894
- (с E. Brückner) Die Alpen im Eiszeitalter; 3 тома, Leipzig 1909
- Tsingtau, 1910
- Nationale Erdkunde. Buchholz & Weißwange, Berlin 1934